# Fredericus Abbema
Fredericus Abbema (? – Ternate, juli 1659) was een Nederlandse predikant.

## Leven en werk
Abbema was een zoon van de gereformeerde predikant Frederik Abbema. Ook zijn broer Isaac was predikant van Berkenwoude en in 1635 van Gouda. Daar koos hij de zijde van de kerkenraad in een conflict met het stadsbestuur en werd door het stadsbestuur in 1637 uit zijn ambt gezet. Fredericus Abbema was inmiddels in de voetsporen van zijn vader getreden en werd in 1636 aangesteld tot predikant van Polsbroek en in 1640 van Moordrecht en Gouderak. In 1646 kwam ook hij in Gouda in de problemen. Toen de classis hem in Gouda wilde laten preken – er waren daar twee predikantsplaatsen vacant – was dat tegen het zere been van het stadsbestuur. Toen hij zich ter kerke begaf werd hem de weg versperd door een aantal vrouwen, die hem beletten om te spreken. Dit leidde tot een gevecht, waaraan ook de predikant deelnam. Dit weinig verheffende voorval leidde tot de schorsing door de classis van een andere Goudse predikant, Jacobus Sceperus, die de protesterende vrouwen, waaronder zijn dienstmaagd, in bescherming had genomen. Abbema werd niet in Gouda benoemd tot predikant, maar kreeg in datzelfde jaar 1646 Vianen als nieuwe standplaats. 
Abbema was gehuwd met Cecilia du Vayer (de Waeyer). In 1655 verliet hij met zijn gezin Nederland en voer met de "Arnhem" via Batavia en Ambon naar Ternate, waar hij predikant werd. Hij overleed in juli 1659 op Ternate. Zijn dochter Elisabeth Abbema trouwde in 1656 met de landvoogd van Ambon, Simon Jacobszn Cos. Na zijn overlijden trouwde zij in 1664 met de gouverneur-generaal van de Verenigde Oostindische Compagnie Johan Maetsuycker.